# Teoria dell'approssimazione
La teoria dell'approssimazione è quel settore della matematica applicata in cui i matematici si occupano di sviluppare la teoria e i metodi per approssimare generiche funzioni utilizzando altre funzioni che risultino più ''semplici'' da trattare e/o regolari rispetto alle funzioni originarie, come ad esempio i polinomi algebrici o le serie di Fourier.

## Storia
L’approssimazione ha origini antiche, ma prende forma moderna soprattutto nell’Ottocento con i lavori di Chebyshev e Weierstrass. Quest'ultimo dimostrò che ogni funzione continua su un intervallo può essere approssimata  da un polinomio (teorema di Weierstrass). In seguito, matematici russi come Bernstein, Markov e altri svilupparono metodi più raffinati.